# 兼松サステック
兼松サステック株式会社（かねまつさすてっく、英: Kanematsu Sustech Corporation）は、主に住宅用建材の製造販売や地盤改良工事を行う企業。兼松の子会社。
旧第一勧銀グループの一員。2017年3月末に撤退したが、マッチの製造でも有名であった。また、以前は合併会社の旧・兼松デュオファストが手掛けていた工作機械（自動くぎ打ち機）事業も手掛けていたが、同業大手のマキタへ事業譲渡している。

## 沿革
日本産業株式会社（日産コンツェルン）の子会社として設立された。
- 1934年（昭和9年）3月 - 日本産業護謨株式会社設立。
- 1939年（昭和14年）
  - 8月 - 日産農林工業株式会社に社名変更。
  - 9月 - 大同燐寸株式会社を吸収合併、マッチ事業に参入。
- 1949年（昭和24年）5月 - 東京証券取引所、大阪証券取引所に上場。
- 1968年（昭和43年）10月 - 東京防腐木材株式会社を買収。同社所在地である東京都江東区新砂に東京工場を移転。
- 1983年（昭和58年）- 新木場センターを新設（保存処理木材製造、関東工場）。
- 1984年（昭和59年）
  - 1月 - 日産興業株式会社（現・連結子会社）を設立。
  - 11月 - 地盤改良事業の本格化に伴い、QCB部（現・ジオテック事業部）を新設。
- 1986年（昭和61年）
  - 7月 - 本社を東京都港区より東京都江東区に移転。
  - 11月 - マッチクラブ（燐寸倶楽部）設立
- 1989年（平成元年）11月 - 兼松と資本・業務提携。
- 1990年（平成2年）3月 - 仙台工場を新設（保存処理木材製造、現・東北工場）。
- 1991年（平成3年）10月 - 兼松日産農林株式会社に社名変更。
- 1997年（平成9年）9月 - 東京都新宿区に本社移転。
- 2001年（平成13年）6月 - 大阪工場（防腐木材製造、現・関西工場）新設。
- 2003年（平成15年）6月 - 本社を東京都新宿区より東京都千代田区に移転。
- 2004年（平成16年）10月 - 兼松日産工事株式会社（連結子会社）を設立。
- 2006年（平成18年）
  - 1月 -
    - 自動釘打機事業（デュオファスト事業部）を株式会社マキタに営業譲渡。
    - ジオテック事業部の地盤改良等請負事業及び木材・住建事業部の保存処理木材、住宅用プレカット部材及びマッチの製造販売において、ISO-14001の認証を取得。

  - 3月 - 岡山工場（防腐木材製造）新設。
  - 10月 -
    - CCTV事業をホッコー株式会社より承継。
    - 木材・住建事業部の保存処理木材、住宅用プレカット部材及びマッチの製造販売において、ISO 9001の認証を取得。
- 2008年（平成20年）5月 - UGRコーポレーション株式会社（連結子会社）を設立。
- 2010年（平成22年）10月 - 大阪証券取引所上場廃止。
- 2012年（平成24年）
  - 3月 - プレカット事業を廃止。
  - 4月 - CCTVシステム部をCCTVシステム事業部へ昇格。
  - 12月 - 株式公開買付けにより、兼松が親会社となる。
- 2015年（平成27年）9月 - 本社を東京都中央区に移転。
- 2016年（平成28年）
  - 10月 - 兼松サステック株式会社に社名変更[3]。
  - 12月 - マッチクラブ解散
- 2017年（平成29年）3月 - マッチ製造販売事業から撤退[2][4]。
- 2023年（令和5年）
  - 3月 - 親会社の兼松が株式公開買付けにより89.86%の株式を取得[5]。
  - 5月30日 - 東京証券取引所スタンダード市場上場廃止[6]。
  - 6月1日 - 株式併合により少数株主を排除し、兼松の完全子会社となる[7]。